# アドス
株式会社 アドス（英文社名；ADS）は、日本の芸能プロダクションである。

## 会社概要
<社長　戸田昭プロフィール>
2011年、1962年 婦人画報社 「メンズクラブ」を皮切りに男性モデルの創成期から20年間。男性誌・女性誌・ファッションショー・TV-CMなどで活躍。
1982年、 ホリグループ・株式会社ホリエージェンシーの立ち上げに際し責任者として参加。以後17年間、モデル・タレントマネージメントに従事。
1999年、ホリグループ・株式会社ホリプロに移り、タレントマネージメントや宣伝部長などを12年に渡り従事。
2011年、 株式会社ホリプロ退社。
2014年、 株式会社ADS設立。

## 所属タレント
大森玲子、長谷川とわ、滝川愛莉、倉岡勇次、藤村聡、早瀬慧、鳥海凛、向日葵